# Just a Dream (canción de Donna De Lory)
«Just a Dream» es una canción interpretada por la cantante estadounidense Donna De Lory e incluida en su álbum debut epónimo (1992). La compañía MCA Records la publicó como el segundo sencillo del disco el 9 de marzo de 1993 en vinilo de 12", CD y casete. Fue compuesta y producida por Madonna y Patrick Leonard durante las sesiones de grabación de Like a Prayer (1989), el cuarto trabajo discográfico de Madonna; dado que sentía que no encajaba con el sonido del álbum, se la entregó a De Lory para que la grabara.
Incluida en su primer disco de estudio, obtuvo en general reseñas favorables de los críticos y periodistas, quienes elogiaron la melodía de la canción. Desde el punto de vista comercial, debutó y alcanzó el puesto número 71 de la lista UK Singles Chart en Reino Unido y llegó a las posiciones diez en Hot Dance Music Club Play y diecisiete en Dance Maxi-Singles Sales, ambas elaboradas por la revista Billboard.

## Antecedentes

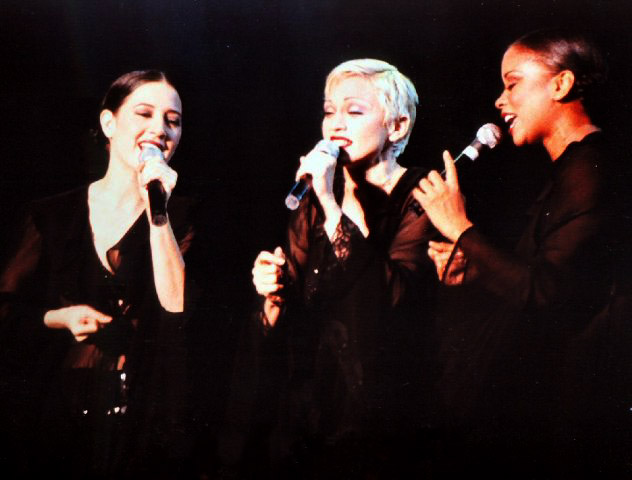
De Lory (izquierda), Madonna (centro) y Niki Haris (derecha) durante una de las presentaciones de la gira The Girlie Show World Tour, de 1993

Donna De Lory trabajó como corista para diversos artistas como Carly Simon, Julian Lennon, Santana, Carole King, Kim Carnes, Ray Parker, Jr., Belinda Carlisle y Madonna. En 1987, el productor Patrick Leonard la contrató como corista y una de las bailarinas para el Who's That Girl World Tour de Madonna, luego de que escuchara una de sus demos de la canción «Open Your Heart», que Madonna incluiría luego en su álbum True Blue (1986) y sería publicada como sencillo. De Lory continuó trabajando con la artista en el transcurso de dos décadas; colaboró en los coros en sus discos posteriores y la acompañó en las siguientes giras Blond Ambition (1990), The Girlie Show (1993), Drowned World (2001), Re-Invention (2004) y Confessions Tour (2006). Cuando estaba trabajando en su primer álbum de estudio epónimo, le ofreció una pista titulada «Just a Dream» que había compuesto originalmente junto con Leonard durante las sesiones de grabación de su cuarto trabajo discográfico, Like a Prayer (1989), pero que al final no formó parte de la lista de canciones.
Como se explicó en la biografía Madonna: Like an Icon (2008), de la autora Lucy O'Brien, para este álbum exploró un sonido más «roquero» y «Just a Dream» no encajaba en él, por lo que llamó a De Lory y le pidió que se contactara con Leonard para que le entregara una copia de la demo. La voz de Madonna se mantuvo en la versión final en coros y acompañó la voz principal de De Lory. En una entrevista concedida al sitio MadonnaTribe en junio de 2016, comentó: «Me encantó en el preciso instante en que la escuché y supe que sonaría genial cantándola. Podía relacionarme con las palabras también. Ella había estado pensando en alguna de sus canciones que yo pudiera interpretar y esta era perfecta».

## Producción y publicación
Además de la composición y producción de Madonna y Leonard, el personal de la canción también incluyó a John Robinson en la batería, Bruce Gaitsch y Dan Huff en la guitarra y Lenny Underwood y Leonard en los teclados. Peter Arata realizó la ingeniería y la mezcla en tres estudios: Johnny Yuma, Can Am Recording Studio y Skip Saylor Recording, todos ellos ubicados en California (Estados Unidos). Por último, Daniel Abraham se encargó de la programación y Todd Culver de la edición de audio. En la misma entrevista con MadonnaTribe, De Lory expresó sus deseos de hacer una versión nueva con guitarras acústicas, «más orgánica y simplemente sumergirse en la emoción de la canción».
La compañía MCA Records publicó «Just a Dream» como el segundo sencillo de Donna De Lory el 9 de marzo de 1993, en formatos de CD, vinilo de 12" y casete. Los diferentes lanzamientos estuvieron acompañados de una serie de remezclas tituladas «Groovier Version», «Justin Strauss Remix», «C & C Posse House Remix» y «Dan's Extended Pop Mix», entre otras. Strauss también recibió créditos como productor adicional por su remezcla, con la participación de Doug Deangelis y Shaun James como ingenieros de la misma. Como parte de la promoción, se filmó un vídeo musical para el cual se utilizó la remezcla «Extended Club»; de más de siete minutos de duración, en él De Lory y un modelo que realiza el papel de su pareja ejecutan una coreografía en varios lugares.

## Recepción

### Crítica
En general, «Just Dream» obtuvo reseñas favorables de los críticos y periodistas. Por ejemplo, Larry Flick de Billboard la describió como una «melodía animada» y señaló que era una «apuesta valiente para la aceptación de las radios top 40». Asimismo, elogió las diferentes remezclas de la canción, con géneros que van desde el power pop liderado por las guitarras a la música disco en un estilo similar a Cathy Dennis. De la misma publicación, Michael Paolleta lo nombró un «éxito de las pistas de baile», y Joe Lynch, que la describió como «de primera categoría», sostuvo que los seguidores de Madonna «reconocerán fácilmente la voz de De Lory, incluso si nunca han escuchado sus producciones en solitario». Niall McMurray, del sitio web Into the Popvoid, la calificó como una canción de pop «fabulosa, directa» y «completamente brillante», «sacada de alguna película triste para adolescentes no hecha desafortunadamente por John Hughes». Asimismo, destacó que podía transmitir la confusión emocional mejor que una balada y comparó su ritmo con «Till Death Do Us Part», tema de Madonna del disco Like a Prayer, por lo que supuso que esa fue una de las razones por las que no lo incluyó en el material. Para finalizar, elogió los instrumentos, la voz de De Lory y los coros de Madonna, que le daban «emociones pop extra». En su comentario a Donna De Lory, que lo calificó con cuatro estrellas de cinco, Bryan Buss de Allmusic afirmó que con canciones como «Praying for Love» y «Just a Dream», la cantante «demostró que podía interpretar música pop con lo mejor de ellas». Por el contrario, un editor de la revista Out criticó la inclusión del tema en el disco y sintió que la composición y producción de Madonna y Leonard había arruinado la naturaleza «animada y optimista» del álbum.

### Comercial
«Just a Dream» debutó en el puesto número 42 de la lista Dance Club Songs —llamada en ese entonces Hot Dance Music Club Play— el 24 de abril de 1993; luego de seis ediciones, el 5 de junio, alcanzó la décima posición y permaneció en total once semanas. En el conteo Dance Maxi-Singles Sales tuvo un recibimiento similar: ingresó el 15 de mayo en la posición cuarenta y ocho y ascendió hasta la diecisiete el 12 de junio, y en total estuvo siete semanas. En el UK Singles Chart de Reino Unido debutó y alcanzó el número 71 el 24 de julio de 1993 y estuvo presente solo siete días.

## Lista de canciones y formatos
| CD / Casete |                                   |          |  |
| N.º         | Título                            | Duración |  |
| 1.          | «Just a Dream» (versión de 7")    | 4:27     |  |
| 2.          | «Just a Dream» (Groovier Version) | 4:38     |  |

| Maxi CD |                                          |          |  |
| N.º     | Título                                   | Duración |  |
| 1.      | «Just a Dream» (versión de 7")           | 4:27     |  |
| 2.      | «Just a Dream» (Groovier Version)        | 4:38     |  |
| 3.      | «Just a Dream» (Justin Strauss Remix)    | 7:36     |  |
| 4.      | «Just a Dream» (C & C Posse House Remix) | 8:33     |  |
| 5.      | «Just a Dream» (Dan's Extended Pop Mix)  | 6:29     |  |

| Maxi CD |                                    |          |  |
| N.º     | Título                             | Duración |  |
| 1.      | «Just a Dream»                     | 4:10     |  |
| 2.      | «Just a Dream» (Alternate Pop Mix) | 4:26     |  |
| 3.      | «Just a Dream» (Extended Club Mix) | 7:36     |  |

| 12" |                                      |          |  |
| N.º | Título                               | Duración |  |
| 1.  | «Just a Dream» (Extended Club Remix) | 7:35     |  |
| 2.  | «Just a Dream» (Hard Dub)            | 6:40     |  |
| 3.  | «Just a Dream» (Just Right Vocal)    | 6:56     |  |

| 12" |                                          |          |  |
| N.º | Título                                   | Duración |  |
| 1.  | «Just a Dream» (Justin Strauss Remix)    | 7:36     |  |
| 2.  | «Just a Dream» (C & C Posse House Remix) | 8:33     |  |
| 3.  | «Just a Dream» (Dan's Extended Pop Mix)  | 6:29     |  |
| 4.  | «Just a Dream» (Dan's Dub Part 1)        | 6:14     |  |
| 5.  | «Just a Dream» (Hard Dub)                | 6:40     |  |

| CD (promocional) |                                    |          |  |
| N.º              | Título                             | Duración |  |
| 1.               | «Introduction»                     | 0:10     |  |
| 2.               | «Just a Dream» (versión de 7")     | 4:10     |  |
| 3.               | «Just a Dream» (Alternate Pop Mix) | 4:26     |  |

## Posicionamiento en listas
| País (Lista 1993)                         | Posición más alta |
| ----------------------------------------- | ----------------- |
| Estados Unidos (Dance Music Club Play)    | 10                |
| Estados Unidos (Dance Maxi-Singles Sales) | 17                |
| Reino Unido (UK Singles Chart)            | 71                |

## Créditos y personal

### Dirección
- Publicado por WB Music Corp./Webo Girl Publishing, Inc./Blue Disque Publishing Co., Inc./No Tomato Music (ASCAP).
- Ingeniería en Johnny Yuma, Burbank, California; Can Am Recording Studio, Tarzana, California; Skip Saylor Recording, Los Ángeles, California.
- Mezcla en Skip Saylor Recording, Los Ángeles, California.
- © ℗ 1993 MCA Records Ltd., Inc.

### Personal
- Donna De Lory: voz, coros
- Madonna: coros, composición, producción
- Patrick Leonard: composición, producción, teclado
- Lenny Underwood: teclado
- John Robinson: batería
- Bruce Gaitsch: guitarra
- Dan Huff: guitarra
- Peter Arata: ingeniería, mezcla
- Daniel Abraham: programación
- Justin Strauss: remezcla, producción adicional
- Doug Deangelis: ingeniería (remezcla)
- Shaun James: ingeniería (overdub)
- Todd Culver: edición

Créditos adaptados de las notas del sencillo en CD de «Just a Dream» y del álbum Donna De Lory.